# Eleições estaduais em Minas Gerais em 1998
As eleições estaduais em Minas Gerais em 1998 ocorreram em 4 de outubro como parte das eleições gerais em 26 estados e no Distrito Federal. Foram eleitos o governador Itamar Franco, o vice-governador Newton Cardoso, o senador José Alencar, 53 deputados federais e 77 estaduais. Como nenhum candidato a governador recebeu a maioria dos votos válidos, houve um segundo turno em 25 de outubro entre os candidatos Itamar Franco e Eduardo Azeredo e conforme a Constituição a posse do governador e do vice-governador se daria em 1º de janeiro de 1999 para quatro anos de mandato já sob a égide da reeleição.
Sobre Itamar Franco, a biografia do mesmo assinala seu nascimento num navio que fazia cabotagem entre Salvador e Rio de Janeiro sendo registrado na capital baiana antes de sua família chegar a Juiz de Fora, cidade onde se formou engenheiro civil e eletrotécnico na Universidade Federal de Juiz de Fora. Após alguns reveses na área política, migrou do PTB para o MDB quando o Ato Institucional Número Dois impôs o bipartidarismo e sob tal legenda foi eleito à prefeitura de Juiz de Fora em 1966 e 1972, mandato ao qual renunciou pouco antes de eleger-se senador em 1974. Sempre em oposição ao Regime Militar de 1964, ingressou no PMDB em 1980 sendo reeleito senador em 1982. Aliado de Tancredo Neves no referido pleito, afastou-se dele por divergências políticas, mas sufragou-lhe o nome na eleição presidencial indireta havida em 1985 no Colégio Eleitoral. Mudou de partido em 1986 quando buscou abrigo no PL e foi derrotado por Newton Cardoso ao disputar o Palácio da Liberdade. Eleito vice-presidente da República pelo PRN na chapa de Fernando Collor em 1989, foi efetivado em 1992 após o impeachment do titular e em seu governo foi implementado o Plano Real. Fora do poder foi embaixador em Portugal e retornou à política ao eleger-se governador de Minas Gerais pelo PMDB em 1998.
Advogado formado pela Pontifícia Universidade Católica de Minas Gerais, Newton Cardoso é baiano de Brumado onde trabalhou na iniciativa privada. Transferido para Belo Horizonte, pertenceu ao PR e foi chefe de gabinete de Amintas de Barros na prefeitura da capital mineira antes do Regime Militar de 1964. Duas vezes derrotado em eleições para deputado estadual, foi eleito prefeito de Contagem via MDB em 1972 e deputado federal em 1978. Filiado ao PMDB, venceu a eleição à prefeitura de Contagem em 1982. Renunciou ao mandato a tempo de eleger-se governador de Minas Gerais em 1986. Eleito deputado federal em 1994, conquistou um terceiro mandato como prefeito de Contagem em 1996, todavia renunciou a fim de disputar e vencer as eleições de 1998 como vice-governador na chapa de Itamar Franco, seu rival na disputa pelo governo de Minas Gerais doze anos antes.

## Senador eleito

### José Alencar
Empresário que abriu sua primeira loja aos dezoito anos e antes fora balconista na loja do pai, José Alencar nasceu em Muriaé. Em 1967 fundou a Coteminas em sociedade com Luiz de Paula Ferreira e teve a sua liderança empresarial reconhecida ao eleger-se presidente da Federação das Indústrias do Estado de Minas Gerais e ocupar uma das vice-presidências da Confederação Nacional da Indústria, cargos que exerceu durante cinco anos. Ingressou no PMDB em 1993 e disputou o governo de Minas Gerais em 1994, mas não obteve sucesso. Eleito senador em 1998, migrou para o PL e renunciou ao mandato após sua eleição para vice-presidente da República na chapa de Luiz Inácio Lula da Silva em 2002.

### Aelton Freitas
Beneficiário da renúncia de José Alencar, o empresário e agropecuarista Aelton Freitas formou-se engenheiro agrônomo na Escola Superior de Agricultura e Ciências do Centro Superior de Ensino e Pesquisa de Machado. Nascido em Iturama, elegeu-se prefeito da referida cidade pelo PSD em 1992 e no exercício do cargo presidiu a Associação dos Municípios da microrregião do Baixo Vale do Rio Grande. Após migrar para o PMDB foi eleito primeiro suplente de senador em 1998 e no ano seguinte foi nomeado presidente da Empresa de Assistência Técnica e Extensão Rural de Minas Gerais pelo então governador Itamar Franco. Ao assumir o mandato de senador pertencia aos quadros do PL.

## Resultado da eleição para governador

### Primeiro turno
Segundo o Tribunal Superior Eleitoral, houve 6.955.631 votos nominais (73,48%), 1.625.047 votos em branco (17,17%) e 885.230 votos nulos (9,35%) resultando no comparecimento de 9.465.908 eleitores.
| Candidatos a governador do estado | Candidatos a vice-governador | Número | Coligação                                                                       | Votação   | Percentual |
| --------------------------------- | ---------------------------- | ------ | ------------------------------------------------------------------------------- | --------- | ---------- |
| Itamar Franco PMDB                | Newton Cardoso PMDB          | 15     | Minas Levanta sua Voz (PMDB, PL, PPS, PSC, PAN, PMN, PSL, PST, PRN, PTN, PTdoB) | 3.080.925 | 44,29%     |
| Eduardo Azeredo PSDB              | Clésio Andrade PFL           | 45     | Construindo o Futuro de Minas (PSDB, PFL, PPB, PTB, PSD, PSN)                   | 2.665.500 | 38,32%     |
| Patrus Ananias PT                 | Margarida Vieira PSB         | 13     | Minas para Todos (PT, PSB, PDT, PV, PCdoB, PCB)                                 | 1.122.007 | 16,13%     |
| Milton Jhun PRP                   | Geraldo Barbosa Lima PRP     | 44     | PRP (sem coligação)                                                             | 31.873    | 0,46%      |
| Danilo Simões PRN                 | Marcus Vinícius Gomes PRN    | 36     | PRN (sem coligação)                                                             | 29.842    | 0,43%      |
| Israel Pinheiro PSTU              | Francisco Tomaz PSTU         | 16     | PSTU (sem coligação)                                                            | 25.484    | 0,37%      |

### Segundo turno
Segundo o Tribunal Superior Eleitoral, houve 8.346.110 votos nominais (92,83%), 149.559 votos em branco (1,66%) e 494.929 votos nulos (5,51%) resultando no comparecimento de 8.990.598 eleitores.
| Candidatos a governador do estado | Candidatos a vice-governador | Número | Coligação                                                                       | Votação   | Percentual |
| --------------------------------- | ---------------------------- | ------ | ------------------------------------------------------------------------------- | --------- | ---------- |
| Itamar Franco PMDB                | Newton Cardoso PMDB          | 15     | Minas Levanta sua Voz (PMDB, PL, PPS, PSC, PAN, PMN, PSL, PST, PRN, PTN, PTdoB) | 4.808.652 | 57,62%     |
| Eduardo Azeredo PSDB              | Clésio Andrade PFL           | 45     | Construindo o Futuro de Minas (PSDB, PFL, PPB, PTB, PSD, PSN)                   | 3.537.458 | 42,38%     |

## Resultado da eleição para senador
Segundo o Tribunal Superior Eleitoral, houve 6.022.788 votos nominais (63,63%), 1.830.928 votos em branco (19,33%) e 1.613.092 votos nulos (17,04%) resultando no comparecimento de 9.465.908 eleitores.
| Candidatos a senador da República | Candidatos a suplente de senador                        | Número | Coligação                                                                       | Votação   | Percentual |
| --------------------------------- | ------------------------------------------------------- | ------ | ------------------------------------------------------------------------------- | --------- | ---------- |
| José Alencar PMDB                 | Aelton Freitas PMDB Sebastião Riera PMDB                | 15     | Minas Levanta sua Voz (PMDB, PL, PPS, PSC, PAN, PMN, PSL, PST, PRN, PTN, PTdoB) | 2.902.158 | 48,18%     |
| Júnia Marise PDT                  | Roberto Franco PV Marcos Helênio PT                     | 12     | Minas para Todos (PT, PSB, PDT, PV, PCdoB, PCB)                                 | 2.493.240 | 41,40%     |
| Moamed Rachid PST                 | Wander Gomes PST Ambrosino Carvalho PST                 | 18     | PST (sem coligação)                                                             | 207.321   | 3,44%      |
| Murilo Badaró PPB                 | Morvan Acaiaba PPB Hildebrando Canabrava PPB            | 11     | Construindo o Futuro de Minas (PSDB, PFL, PPB, PTB, PSD, PSN)                   | 203.056   | 3,37%      |
| Toniplay Guaxupé PRP              | Cecília do Carmo PRP Maria de Lourdes PRP               | 44     | PRP (sem coligação)                                                             | 60.674    | 1,01%      |
| Antônio Feliciano PSTU            | Maria da Conceição PSTU Mirna Rocha Alves PSTU          | 16     | PSTU (sem coligação)                                                            | 52.239    | 0,87%      |
| Sérgio Pinheiro PRTB              | Antônio Campos Júnior PRTB Antônio Campos PRTB          | 28     | PRTB (sem coligação)                                                            | 35.328    | 0,59%      |
| Vasco Araújo PTN                  | Antônio Rubens Caldeira PTN Emir Rodrigues de Moura PTN | 19     | PTN (sem coligação)/center>                                                     | 35.090    | 0,58%      |
| Dinalva Dias PAN                  | Luciano Teixeira Guimarães PAN Ramos de Carvalho PAN    | 26     | PAN (sem coligação)                                                             | 33.682    | 0,56%      |

## Deputados federais eleitos
São relacionados os candidatos eleitos com informações complementares da Câmara dos Deputados.

Representação eleita
  PSDB: 14
  PMDB: 9
  PFL: 8
  PT: 7
  PPB: 7
  PL: 3
  PTB: 2
  PST: 1
  PDT: 1
  PCdoB: 1

Fonteː
| Deputados federais eleitos | Partido | Votação | Percentual | Cidade onde nasceu       | Unidade federativa |
| Cabo Júlio                 | PL      | 217.087 | 3,01%      | Belo Horizonte           | Minas Gerais       |
| Zezé Perrella              | PFL     | 185.547 | 2,57%      | São Gonçalo do Pará      | Minas Gerais       |
| Aécio Neves                | PSDB    | 185.051 | 2,57%      | Belo Horizonte           | Minas Gerais       |
| Maria do Carmo Lara        | PT      | 135.324 | 1,88%      | Esmeraldas               | Minas Gerais       |
| Walfrido Mares Guia        | PTB     | 131.776 | 1,83%      | Santa Bárbara            | Minas Gerais       |
| Eliseu Rezende             | PFL     | 128.146 | 1,78%      | Oliveira                 | Minas Gerais       |
| Romeu Queiroz              | PSDB    | 123.086 | 1,71%      | Patrocínio               | Minas Gerais       |
| Danilo de Castro           | PSDB    | 115.429 | 1,60%      | Viçosa                   | Minas Gerais       |
| Maria Elvira Ferreira      | PMDB    | 112.761 | 1,56%      | Belo Horizonte           | Minas Gerais       |
| Maria Lúcia Cardoso        | PMDB    | 111.196 | 1,54%      | Japaraíba                | Minas Gerais       |
| Lincoln Portela            | PST     | 107.296 | 1,49%      | Belo Horizonte           | Minas Gerais       |
| Marcio Reinaldo Moreira    | PPB     | 97.033  | 1,35%      | Sete Lagoas              | Minas Gerais       |
| Odelmo Leão                | PPB     | 94.378  | 1,31%      | Uberaba                  | Minas Gerais       |
| Carlos Melles              | PFL     | 90.643  | 1,26%      | São Sebastião do Paraíso | Minas Gerais       |
| Custódio Mattos            | PSDB    | 85.863  | 1,19%      | Bicas                    | Minas Gerais       |
| Saraiva Felipe             | PMDB    | 84.034  | 1,17%      | Belo Horizonte           | Minas Gerais       |
| Carlos Mosconi             | PSDB    | 80.972  | 1,12%      | Andradas                 | Minas Gerais       |
| Rafael Guerra              | PSDB    | 80.782  | 1,12%      | Belo Horizonte           | Minas Gerais       |
| Vittorio Medioli           | PSDB    | 80.763  | 1,12%      | Parma                    | Itália             |
| Mário de Oliveira          | PPB     | 80.404  | 1,11%      | Júlio Mesquita           | São Paulo          |
| Hélio Costa                | PFL     | 79.035  | 1,10%      | Barbacena                | Minas Gerais       |
| Jaime Martins Filho        | PFL     | 74.798  | 1,04%      | Nova Serrana             | Minas Gerais       |
| Mauro Lopes                | PMDB    | 72.559  | 1,01%      | Entre Folhas             | Minas Gerais       |
| Roberto Brant              | PSDB    | 71.778  | 1,00%      | Belo Horizonte           | Minas Gerais       |
| Zaire Rezende              | PMDB    | 71.763  | 1,00%      | Uberlândia               | Minas Gerais       |
| Lael Varela                | PFL     | 71.463  | 0,99%      | Muriaé                   | Minas Gerais       |
| Virgílio Guimarães         | PT      | 70.194  | 0,97%      | Belo Horizonte           | Minas Gerais       |
| Fernando Diniz             | PMDB    | 70.104  | 0,97%      | Belo Horizonte           | Minas Gerais       |
| Pimenta da Veiga           | PSDB    | 69.319  | 0,96%      | Belo Horizonte           | Minas Gerais       |
| Aracely de Paula           | PFL     | 68.068  | 0,94%      | Ibiá                     | Minas Gerais       |
| Narcio Rodrigues           | PSDB    | 67.291  | 0,93%      | Frutal                   | Minas Gerais       |
| Ibrahim Abi-Ackel          | PPB     | 65.884  | 0,91%      | Manhumirim               | Minas Gerais       |
| Eduardo Barbosa            | PSDB    | 64.871  | 0,90%      | Pará de Minas            | Minas Gerais       |
| José Militão               | PSDB    | 62.975  | 0,87%      | Ibiraci                  | Minas Gerais       |
| Osmânio Pereira            | PSDB    | 62.322  | 0,86%      | Pedra Azul               | Minas Gerais       |
| Cleuber Carneiro           | PFL     | 62.083  | 0,86%      | Paratinga                | Bahia              |
| Ademir Lucas               | PSDB    | 61.049  | 0,85%      | Esmeraldas               | Minas Gerais       |
| Paulo Delgado              | PT      | 60.204  | 0,83%      | Lima Duarte              | Minas Gerais       |
| João Magalhães             | PMDB    | 59.398  | 0,83%      | Matipó                   | Minas Gerais       |
| Filemon Rodrigues          | PTB     | 58.952  | 0,82%      | Mamanguape               | Paraíba            |
| Romel Anízio               | PPB     | 56.499  | 0,78%      | Ituiutaba                | Minas Gerais       |
| Edmar Moreira              | PPB     | 54.024  | 0,75%      | São João Nepomuceno      | Minas Gerais       |
| Herculano Anghinetti       | PPB     | 53.757  | 0,75%      | Belo Horizonte           | Minas Gerais       |
| Glycon Júnior              | PL      | 48.661  | 0,67%      | Belo Horizonte           | Minas Gerais       |
| Antônio do Vale            | PMDB    | 48.168  | 0,67%      | Patos de Minas           | Minas Gerais       |
| Ronaldo Vasconcelos        | PL      | 47.915  | 0,66%      | Ponte Nova               | Minas Gerais       |
| Silas Brasileiro           | PMDB    | 47.073  | 0,65%      | Patrocínio               | Minas Gerais       |
| Nilmário Miranda           | PT      | 45.803  | 0,64%      | Belo Horizonte           | Minas Gerais       |
| Olímpio Pires              | PDT     | 42.711  | 0,59%      | Santa Maria de Itabira   | Minas Gerais       |
| João Fassarella            | PT      | 42.198  | 0,59%      | Vargem Alta              | Espírito Santo     |
| Sérgio Miranda             | PCdoB   | 40.162  | 0,56%      | Belém                    | Pará               |
| Gilmar Machado             | PT      | 39.893  | 0,55%      | Cascalho Rico            | Minas Gerais       |
| Tilden Santiago            | PT      | 37.854  | 0,52%      | Nova Era                 | Minas Gerais       |

## Deputados estaduais eleitos
Foram escolhidos 77 deputados estaduais para a Assembleia Legislativa de Minas Gerais.

Representação eleita
  PSDB: 16
  PMDB: 14
  PFL: 6
  PDT: 6
  PSB: 6
  PPB: 5
  PTB: 5
  PT: 5
  PL: 3
  PSD: 3
  PMN: 3
  PPS: 2
  PSN: 1
  PST: 1
  PSC: 1

Fonteː
| Deputados estaduais eleitos | Partido | Votação | Percentual | Cidade onde nasceu       | Unidade federativa |
| João Leite                  | PSDB    | 78.977  | 1,06%      | Belo Horizonte           | Minas Gerais       |
| Sargento Rodrigues          | PL      | 74.593  | 1,01%      | Medeiros Neto            | Bahia              |
| José Henrique               | PMDB    | 69.547  | 0,94%      | Abre Campo               | Minas Gerais       |
| Ermano Batista              | PSDB    | 63.900  | 0,86%      | Aimorés                  | Minas Gerais       |
| Antônio Genaro              | PPB     | 63.484  | 0,86%      | Guaimbê                  | São Paulo          |
| Gil Pereira                 | PSDB    | 56.540  | 0,76%      | Montes Claros            | Minas Gerais       |
| Djalma Diniz                | PFL     | 54.153  | 0,73%      | Linhares                 | Espírito Santo     |
| Olavo Bilac Pinto Neto      | PFL     | 54.117  | 0,73%      | Rio de Janeiro           | Rio de Janeiro     |
| Navarro Vieira Filho        | PFL     | 53.983  | 0,73%      | Botelhos                 | Minas Gerais       |
| Alberto Bejani              | PSDB    | 50.762  | 0,68%      | São Gonçalo              | Rio de Janeiro     |
| Anderson Adauto             | PMDB    | 50.566  | 0,68%      | Sacramento               | Minas Gerais       |
| Paulo Piau                  | PFL     | 48.923  | 0,66%      | Patos de Minas           | Minas Gerais       |
| Dilzon Melo                 | PTB     | 48.834  | 0,66%      | Capitólio                | Minas Gerais       |
| Rêmolo Aloise               | PFL     | 47.052  | 0,63%      | São Sebastião do Paraíso | Minas Gerais       |
| Luiz Fernando Faria         | PPB     | 47.016  | 0,63%      | Santos Dumont            | Minas Gerais       |
| João Paulo                  | PSD     | 46.751  | 0,63%      | Raposos                  | Minas Gerais       |
| Hely Tarquínio              | PSDB    | 46.505  | 0,63%      | Uberaba                  | Minas Gerais       |
| Dinis Pinheiro              | PSD     | 46.504  | 0,63%      | Ibirité                  | Minas Gerais       |
| Elbe Brandão                | PSDB    | 46.016  | 0,62%      | Montes Claros            | Minas Gerais       |
| Toninho Andrada             | PSDB    | 45.320  | 0,61%      | Rio de Janeiro           | Rio de Janeiro     |
| Agostinho Patrus            | PSDB    | 44.428  | 0,60%      | Belo Horizonte           | Minas Gerais       |
| Amílcar Martins             | PSDB    | 44.371  | 0,60%      |                          |                    |
| Maria Olívia                | PSDB    | 44.286  | 0,60%      | Lagoa da Prata           | Minas Gerais       |
| Mauro Lobo                  | PSDB    | 44.262  | 0,60%      | Bom Jesus do Galho       | Minas Gerais       |
| Fábio Avelar                | PSDB    | 44.156  | 0,60%      | Lagoa Santa              | Minas Gerais       |
| Durval Andrade              | PT      | 43.443  | 0,59%      | Baixo Guandu             | Espírito Santo     |
| Mauri Torres                | PSDB    | 42.979  | 0,58%      | Guararema                | São Paulo          |
| Dimas Rodrigues             | PMDB    | 42.972  | 0,58%      |                          |                    |
| Márcio Kangussu             | PMDB    | 42.869  | 0,58%      |                          |                    |
| Alencar da Silveira Júnior  | PMDB    | 42.778  | 0,58%      | Sete Lagoas              | Minas Gerais       |
| Bené Guedes                 | PDT     | 42.283  | 0,57%      | Itajubá                  | Minas Gerais       |
| Marcelo Gonçalves           | PMDB    | 42.142  | 0,57%      |                          |                    |
| Luiz Tadeu Leite            | PMDB    | 42.134  | 0,57%      | Montes Claros            | Minas Gerais       |
| Carlos Pimenta              | PSDB    | 41.676  | 0,56%      | Belo Horizonte           | Minas Gerais       |
| Arlen Santiago              | PTB     | 41.533  | 0,56%      | Montes Claros            | Minas Gerais       |
| Glycon Terra Pinto          | PPB     | 41.236  | 0,56%      | Belo Horizonte           | Minas Gerais       |
| Alberto Pinto Coelho        | PPB     | 40.954  | 0,55%      | Rio Verde                | Goiás              |
| Ailton Vilela               | PSDB    | 40.855  | 0,55%      | São Bento Abade          | Minas Gerais       |
| Sebastião Costa             | PFL     | 40.355  | 0,54%      | Divino                   | Minas Gerais       |
| José Miguel Martini         | PSN     | 38.761  | 0,52%      |                          |                    |
| Elmo Braz                   | PPB     | 38.331  | 0,52%      |                          |                    |
| Olinto Godinho              | PTB     | 38.331  | 0,52%      |                          |                    |
| José Braga                  | PDT     | 37.596  | 0,51%      | Ubaí                     | Minas Gerais       |
| Wanderley Ávila             | PSDB    | 37.591  | 0,51%      | Joaquim Felício          | Minas Gerais       |
| João Pinto Ribeiro          | PTB     | 36.614  | 0,49%      | Belo Vale                | Minas Gerais       |
| Ivair Nogueira              | PDT     | 36.159  | 0,49%      | Betim                    | Minas Gerais       |
| George Hilton               | PST     | 34.342  | 0,46%      | Alagoinhas               | Bahia              |
| Irani Barbosa               | PSD     | 34.045  | 0,46%      | Belo Horizonte           | Minas Gerais       |
| Ambrósio Pinto              | PTB     | 33.296  | 0,45%      | Piranguçu                | Minas Gerais       |
| Cristiano Canedo            | PMDB    | 32.560  | 0,44%      |                          |                    |
| Geraldo Rezende             | PMDB    | 31.288  | 0,42%      | Tupaciguara              | Minas Gerais       |
| Jorge Eduardo de Oliveira   | PMDB    | 31.045  | 0,42%      | Machado                  | Minas Gerais       |
| Antônio Júlio               | PMDB    | 29.673  | 0,40%      | Pará de Minas            | Minas Gerais       |
| João Batista de Oliveira    | PDT     | 29.584  | 0,40%      |                          |                    |
| Antônio Andrade             | PMDB    | 29.186  | 0,39%      | Patos de Minas           | Minas Gerais       |
| Ronaldo Canabrava           | PSC     | 29.103  | 0,39%      | Sete Lagoas              | Minas Gerais       |
| José Milton                 | PMN     | 28.471  | 0,38%      |                          |                    |
| Márcio Cunha                | PMDB    | 27.960  | 0,38%      |                          |                    |
| Paulo Pettersen             | PMDB    | 27.870  | 0,38%      | Carangola                | Minas Gerais       |
| Sávio de Souza Cruz         | PSB     | 27.791  | 0,37%      | Belo Horizonte           | Minas Gerais       |
| Ivo José                    | PT      | 27.503  | 0,37%      |                          |                    |
| José Alves Viana            | PDT     | 26.551  | 0,36%      | Água Branca              | Alagoas            |
| Elaine Matozinhos           | PSB     | 26.197  | 0,35%      | Conselheiro Lafaiete     | Minas Gerais       |
| Dalmo Ribeiro Silva         | PSB     | 25.660  | 0,35%      | Ouro Fino                | Minas Gerais       |
| Álvaro Antônio              | PDT     | 25.346  | 0,34%      | Belo Horizonte           | Minas Gerais       |
| Adelmo Carneiro Leão        | PT      | 24.305  | 0,33%      | Itapagipe                | Minas Gerais       |
| Adelino de Carvalho         | PMN     | 22.963  | 0,31%      |                          |                    |
| Rogério Correia             | PT      | 22.929  | 0,31%      |                          |                    |
| Edson Rezende               | PSB     | 22.805  | 0,31%      |                          |                    |
| Eduardo Brandão             | PMN     | 22.778  | 0,31%      |                          |                    |
| Marco Regis                 | PPS     | 22.623  | 0,31%      |                          |                    |
| Luiz de Menezes             | PPS     | 22.529  | 0,30%      |                          |                    |
| Maria José Haueisen         | PT      | 21.680  | 0,29%      | Teófilo Otoni            | Minas Gerais       |
| Chico Rafael                | PSB     | 21.290  | 0,29%      |                          |                    |
| Eduardo Hermeto             | PSB     | 20.703  | 0,28%      |                          |                    |
| Newton de Morais            | PL      | 20.702  | 0,28%      |                          |                    |
| Agostinho Silveira          | PL      | 19.923  | 0,27%      |                          |                    |